# Phước Hữu
Phước Hữu là một xã thuộc tỉnh Khánh Hòa, Việt Nam.

## Lịch sử
Ngày 16 tháng 6 năm 2025, Ủy ban Thường vụ Quốc hội ban hành Nghị quyết số 1667/NQ-UBTVQH15 về việc sắp xếp các đơn vị hành chính cấp xã của tỉnh Khánh Hòa năm 2025 (nghị quyết có hiệu lực từ ngày 16 tháng 6 năm 2025). Theo đó, hợp nhất xã Phước Thái vào xã Phước Hữu.

## Địa lý
Xã Phước Hữu có ranh giới với các xã:
- Phía Bắc giáp các xã Phước Hậu và Mỹ Sơn
- Phía Nam giáp các xã Thuận Nam và Phước Hà
- Phía Đông giáp xã Ninh Phước
- Phía Tây giáp xã Anh Dũng

Xã có diện tích 177,66 km², dân số năm 2025 là 35.572 người, mật độ dân số đạt 200 người/km².

## Hành chính
Xã Phước Hữu được chia thành 7 thôn: Hữu Đức, Mông Đức, Nhuận Đức, Tân Đức, Thành Đức, La Chữ, Hậu Sanh.

## Danh nhân
- Ca sĩ và nhạc sĩ Chế Linh

## Di tích
- Tháp Po Rome